# Chiesa di San Polo (San Polo in Chianti)
La chiesa di San Polo, contrazione di Paolo, si trova a San Polo, una frazione di Greve in Chianti, in provincia di Firenze, diocesi di Fiesole.

## Descrizione
Conserva ancora in parte la struttura romanica dell'XI secolo con campanile a torre.
All'interno, un'importante tavola del XIV secolo con la Vergine, il Bambino e due angeli fra i Santi Pietro Paolo Giovanni Battista e Matteo e due committenti, opera del Maestro di San Polo in Chianti, un anonimo artista della cerchia di Bernardo Daddi. Oltre ad essa sono in chiesa alcune tele del Seicento ed in canonica una Madonna col Bambino in gloria e i Santi Andrea, Lorenzo, Leonardo e il Beato Belfredelli di Francesco Mati.